# Корисні копалини Фінляндії
Корисні копалини Фінляндії
На території Фінляндії виявлені значні запаси руд ванадію, хрому, апатитів (2-е місце в Європі після України, 1998), кобальту (3-є місце в Європі), а також торфу, руд заліза, міді, цинку, нікелю і нерудних корисних копалин (табл. 1).

## Основні корисні копалини Фінляндії станом на 1998-99 рр.
| Корисні копалини           | Запаси       | Запаси   | Вміст корисного компоненту в рудах, % | Частка у світі, % |
| Корисні копалини           | Підтверджені | Загальні | Вміст корисного компоненту в рудах, % | Частка у світі, % |
| Метали платинової групи, т | 248          |          | 1,15 г/т                              |                   |
| Барит, тис. т              | 200          | 200      | 44 (BaSO4)                            | 0,1               |
| Залізні руди, млн т        | 175          | 275      | 30 (Fe)                               | 0,1               |
| Золото, т                  | 16           | 60       | 3,2 г/т                               |                   |
| Кобальт, тис. т            | 23           | 34       | 0,05 (Со)                             | 0,4               |
| Мідь, тис. т               | 120          | 730      | 0,8 (Cu)                              |                   |
| Нікель, тис. т             | 10           | 110      | 0,7 (Ni)                              |                   |
| Ртуть, тис. т              |              | 1        | 0,001                                 | 0,7               |
| Свинець, тис. т            | 50           | 50       | 0,3 (Pb)                              |                   |
| Срібло, т                  | 800          | 2000     | 50 г/т                                | 0,1               |
| Апатити, млн т             |              | 6,3      | 7 (Р2О5)                              |                   |
| Цинк, тис. т               | 723          | 1518     | 2,7 (Zn)                              | 0,3               |
| Хромові руди, млн т        | 70,4         |          | 26 (Cr2O3)                            | 1,55              |

Залізо. Родовища залізняку розташовані в центральній і північно-західній частинах країни і пов'язані з лептитовою формацією карельського орогенезу. Руди представлені залізистими кварцитами (родовище Пахтовара), апатито-магнетитами (Каймаярві та інші), магнетитовими скарнами (Тервола, Оріярві) та ільменіт-магнетитами (Отанмякі та інші). Розробляються комплексні магматичні і скарнові родовища.
Титанові і ванадієві руди приурочені до східної околиці найбільшої титанорудної провінції Балтійського щита. Родовища пов'язані з нижньо- і середньопротерозойськими ультраосновними масивами габро-піроксеніт-дунітів і контролюються розломами субмеридіонального простягання. Основні запаси титанових і ванадієвих руд зосереджені в родовищах Отанмякі і Муставара.
Хромові руди сконцентровані в єдиному промисловому родовищі Кемі, розташованому на північному березі Ботнічної затоки. Родовище пов'язане з масивом анортозит-серпентинітового складу, що залягає на контакті кварцитів і сланців з ґнейсами архею. Запаси хромітів родовища Кемі оцінюються в 50 млн т при вмісті триоксиду хрому 24,8 %. Співвідношення Cr до Fe в рудах 1,55:1.
Руди кольорових металів сульфідного типу (міді, нікелю, кобальту та ін.) зосереджені в межах Ладозько-Ботнічного пояса (Головний сульфідний пояс Фінляндії) північно-західного простягання. Головні. родовища мідно-нікелевих руд приурочені до ефузивно-осадових метаморфічних утворень свекофено-карельського комплексу. Виявлено мідно-нікелеві лікваційні родовища, пов'язані з ультрамафітами (Коталахтінська зона сульфідного пояса — родовища Коталахті, Хітура, Маккола та інші, середній вміст нікелю 0,7–1,2 %, міді 0,3 %), і колчеданні стратиформні родов. карельського типу, що асоціюють з чорними графітовими сланцями (родовища Оутокумпу, Вуонос, Хаммаслахті та інші; вміст міді 1–3,5 %, кобальту 0,2 %, нікелю 0,1 %, цинку 1–7 %, золота 0,8–1 г/т, срібла 8–11 г/т). 
Родовища поліметалічних руд є в південній частині Балтійського щита і пов'язані з породами лептитової формації. Руди, крім свинцю і цинку, містять мідь, золото, срібло та інші елементи.
Родовища руд благородних металів розташовані в межах Головного сульфідного поясу, в зоні нікеленосних родовищ в південній частині країни, в районі м. Кемі і в північної Лапландії. Золото, срібло і платиноїди є в рудах сульфідних родовищ (Оутокумпу, Віханті, Ваммала та ін.), родов. золото-сульфідної формації з кварцом (Ільоярві, Гавері), в розсипах донного типу (Інарі, Лемменйокі), а також разом з урановою мінералізацією — в кварцито-конґломератах середнього докембрію (Паукаянваре). Прогнозні ресурси МГП Фінляндії незначні і складають до 300 т (~0,6 % світових).
Родовища руд рідкісних металів пов'язані з пегматитами і карбонатитами. Пегматитові жили виявлені головним чином у Південно-Фінляндській і Центрально-Фінляндській зонах, що обрамовують орогенний масив гранітів рапаківі. Основні родовища — Кемійо і Кангасала. У пегматитах виявлені сподумен, лепідоліт, монацит, берил, колумбіт, апатит та інші мінерали. Найбільш відомі карбонатитові родовища Соклі (Фінська Лапландія) і Силіньярві (центральна частина Головного сульфідного поясу). Руди містять пірохлор, флогопіт, циркон, баделеїт, ільменіт, магнетит (до 25 %), апатит. Флуорапатит містить 1,2 % SrO і 0,4 % оксидів рідкісних земель.
Уран. Родовища уранових руд приурочені до карельського кварцитово-сланцевого комплексу і до його границі з архейським ґрануліт-граніто-ґнейсовим комплексом. Деякі родовища пов'язані зі свекофенськими метаморфічними породами. Найбільші родовища: Кесанкітунтурі (Коларі) Палтамо, Ноутіярві і група родовищ Паукаянваре.
Нерудні мінеральні ресурси. На території Фінляндії виявлено значну кількість родовищ нерудних корисних копалин: апатитових руд, каоліну, польового шпату, вапняку, тальку, азбесту, воластоніту, бариту та ін.